# Saint-Berthevin (Mayenne)
Saint-Berthevin é uma comuna francesa na região administrativa da Pays de la Loire, no departamento de Mayenne. Estende-se por uma área de 32,11 km². Em 2010 a comuna tinha 7 597 habitantes (densidade: 236,6 hab./km²).